# Syndrome de dysoralité sensorielle
 (juillet 2022).
Si vous disposez d'ouvrages ou d'articles de référence ou si vous connaissez des sites web de qualité traitant du thème abordé ici, merci de compléter l'article en donnant les références utiles à sa vérifiabilité et en les liant à la section « Notes et références ».
Le syndrome de dysoralité sensorielle est une maladie d'origine neurologique caractérisée par une hyper réactivité, d'origine génétique[réf. souhaitée], des organes et systèmes du gout et de l'odorat. 

## Symptômes
Les signes précurseurs de cette maladie sont variables et se déclenchent souvent chez l'enfant : quantités alimentaires insuffisantes, nausées, vomissements, absence de plaisir lors des repas, hypersensibilité de la bouche et des lèvres, refus des aliments nouveaux, troubles de la déglutition[réf. souhaitée]...

## Épidémiologie
Cette hypersensibilité sensorielle touche de nombreux enfants pourtant en bonne santé. « On estime que 25 % des enfants à développement normal sont touchés par ce trouble contre 50 % pour les enfants prématurés et jusqu'à 90 % des enfants polyhandicapés ».